# Östlicher Perlmuttfalter
Der Östliche Perlmuttfalter (Argynnis laodice) ist ein Schmetterling (Tagfalter) aus der Familie der Edelfalter (Nymphalidae).

## Merkmale
Sowohl Weibchen als auch Männchen des Östlichen Perlmuttfalters haben eine Spannweite von etwa 50–60 mm. Die Oberseite der Falter hat eine orange bis gelbbraune Grundfarbe und weist eine für Perlmuttfalter typische schwarze Fleckenmusterung auf. Diese besteht aus den nicht ausgefüllten Zellenflecken, einigen Diskalflecken und einer unregelmäßigen Reihe von Postdiskalflecken, gefolgt von einer weiteren Reihe kleinerer Submarginalflecken. Der Flügelrand hat keinen schwarzen Marginalsaum, wie etwa beim Großen Perlmuttfalter (Speyeria aglaja) oder dem Feurigen Perlmuttfalter (Fabriciana adippe), sondern ist nur von dreieckigen Marginalflecken eingefasst. Die Weibchen besitzen oft einen kleinen, weißen Subapikalfleck, die Männchen auf den unteren Vorderflügeladern Cu2 und A undeutliche Duftschuppenstreifen. Die Unterseite im Außenbereich der Hinterflügel weist eine braunrote bis violette Grundfärbung auf, die mit einigen sehr undeutlichen, manchmal kaum sichtbaren Fleckenreihen durchsetzt ist. Der Innenbereich ist gelblich bis grünlich gefärbt, lediglich am Übergang von Basal- zu Diskalbereich wird er von einer undeutlichen, braunroten Linie senkrecht durchzogen; eine kürzere, weniger auffällige Linie folgt im Diskalbereich. Den hellen Innenbereich und den violettbraunen Außenbereich trennt eine weiße, unterbrochene Binde. Der Außenbereich ist hier am dunkelsten und hellt sich Richtung Flügelrand zunehmend auf. Durch die auffällige Unterseite ist die Art mit nur wenigen anderen zu verwechseln. Nur beim Brombeer-Perlmuttfalter (Brenthis daphne) und entfernter auch beim Mädesüß-Perlmuttfalter (Brenthis ino) besteht durch ähnliche Farbgebung der Unterseite eine Verwechslungsmöglichkeit. Vor allem der Brombeer-Perlmuttfalter ist ähnlich gezeichnet, beide genannte Arten unterscheiden sich vom Östlichen Perlmuttfalter aber erstens durch ihre geringere Größe und zweitens auch durch die weniger deutlich zweigeteilte Färbung der Unterseite. Während beim Brombeer-Perlmuttfalter und beim Mädesüß-Perlmuttfalter die gelb bis grünliche Basal- und Diskalregion von den bräunlich-roten Adern durchzogen und in deutliche, mehrfarbige Felder unterteilt wird, scheint diese Region beim Östlichen Perlmuttfalter ruhiger und fast einfarbig. Die Oberseite ähnelt denen anderer Perlmuttfalter, jedoch ist sie durch die gedrungene Flügelform und die großen rundlich-ovalen Diskalflecken und Postdiskalflecken einfach von diesen zu unterscheiden. Außerdem sind die Diskalflecken meist klar getrennt und nicht verbunden, wie es bei anderen Perlmuttfaltern wie dem Kaisermantel (Argynnis paphia) und dem Kardinal (Argynnis pandora) der Fall ist.

### Ähnliche Arten
- Brombeer-Perlmuttfalter (Brenthis daphne)
- Mädesüß-Perlmuttfalter (Brenthis ino)

## Vorkommen und Lebensraum
Der Östliche Perlmuttfalter ist, worauf auch der Name hinweist, für Europa gesehen nur im östlichen Europa verbreitet und kommt dort sehr lückenhaft in niedrigen Lagen vor. Das gesamte Verbreitungsgebiet erstreckt sich jedoch vom nördlichen und östlichen Polen, dem Baltikum und der östlichen Slowakei, dem nördlichen Ungarn und Rumänien über Russland bis nach Ostsibirien ins Amurgebiet, Korea und Japan. Die Art tritt gelegentlich als Wanderfalter auch außerhalb ihres Verbreitungsgebietes auf. So sind Einwanderungsareale mit nicht bodenständigen Vorkommen das südliche Finnland und die südöstliche Küste Schwedens (mit Gotland), sowie der äußere Nordosten Deutschlands und Tschechiens. Die westliche Verbreitungsgrenze wird somit am Ostrand von Mitteleuropa erreicht.
Als Habitat dienen vor allem feuchte, mit Blüten bestandene Wiesen in niedrigen Höhenlagen. Dabei sind diese Wiesen immer mit Wald assoziiert, weil dort die Raupennahrungspflanzen wachsen. Die Falter fliegen daher besonders auf Waldwiesen, Waldlichtungen, an Waldrändern und Waldwegen.

## Lebensweise
Die Flugzeit der univoltinen Art beginnt in besonders warmen Gebieten Mitte Juni, meist aber Anfang Juli und dauert bis Mitte August.
Die Falter beider Geschlechter saugen besonders gerne an Blüten der Brombeere (Rubus). Als Futterpflanzen der Raupen dienen Veilchen-Arten (Viola), besonders das Sumpf-Veilchen (Viola palustris). Die Eier werden einzeln an Teile der Futterpflanze gelegt. Daraus schlüpfen die Raupen noch im Sommer und überwintern in der Bodenstreu.